# Нада Мацанковић
Нада Мацанковић (Београд, 5. август 1982) српска је позоришна, телевизијска и филмска глумица.

## Биографија
Нада Мацанковић је глуму дипломирала 2005. године на Факултету драмских уметности у Београду, у класи ванредног професора Биљане Машић. Са њом су студирали Калина Ковачевић, Милош Ђуричић, Немања Јокић, Радован Вујовић, Милена Николић, Ана Марковић, Марија Каран, Никола Ракочевић и Марина Лазаревић. Удата је за одбојкаша Бојана Јанића, са којим има синове Милутина и Андрију.
Прве запаженије улоге остварила је у телевизијским серијама М(ј)ешовити брак и Љубав, навика, паника те филму Ми нисмо анђели 3.

## Улоге

### Позоришне представе
| Наслов                       | Улога                                     | Редитељ                   | Позориште                    | Премијера          |
| ---------------------------- | ----------------------------------------- | ------------------------- | ---------------------------- | ------------------ |
| Пинокио                      | Девојчица-вила, птица                     | Милан Караџић             | Позориште „Бошко Буха”       | 3. новембар 2003.  |
| Сплетка и љубав              |                                           | Ивана Вујић               | Позориште лутака „Пинокио”   | 30. август 2005.   |
| Дон Кихот                    | Антонија, Дон Кихотова рођака, Војвоткиња | Драган Јовановић          | Опера и театар Мадленијанум  | 28. децембар 2005. |
| Деда Мразов бајкодром        | Добра вила                                | Бошко Ђорђевић            | Позориште „Бошко Буха”       | 15. децембар 2007. |
| Вечера будала                | Марлена                                   | Божидар Ђуровић           | Звездара театар              | 11. јун 2008.      |
| Totally spies - Тотални мраз | Кловер                                    | Ксенија Крнајски          | Позориште „Бошко Буха”       | 20. децембар 2008. |
| Свињски отац                 | Дука Сујић                                | Јагош Марковић            | Звездара театар              | 8. мај 2009.       |
| Својта                       | Кума                                      | Никола Завишић            | Позориште „Бошко Буха”       | 20. новембар 2011. |
| Боинг Боинг                  | Жаклин                                    | Предраг Стојменовић       | Звездара театар              | 18. октобар 2012.  |
| Народни посланик             | Даница                                    | Саша Габрић               | Народно позориште у Београду | 31. мај 2014.      |
| Код вечите славине           | Цветана                                   | Mилан Нешковић            | Народно позориште у Београду | 16. април 2014.    |
| Зојкин стан                  | Прва неодговорна дама Иванова             | Наташа Поплавска          | Београдско драмско позориште | 11. октобар 2017.  |
| Последњи рок                 | Татјана                                   | Валериј Килиров           | Београдско драмско позориште | 22. фебруар 2018.  |
| Расло ми је бадем дрво       | Розалија                                  | Милена Павловић Чучиловић | Београдско драмско позориште | 29. новембар 2018. |
| Идеалан муж                  | Леди Макрби                               | Предраг Штрбац            | Београдско драмско позориште | 20. фебруар 2019.  |

### Филмографија
|                   | 2000▼ | 2010▼ | 2020▼ | Укупно |
| ----------------- | ----- | ----- | ----- | ------ |
| Дугометражни филм | 4     | 5     | 1     | 10     |
| ТВ филм           | 0     | 0     | 0     | 0      |
| ТВ серија         | 4     | 3     | 2     | 9      |
| Кратки филм       | 0     | 0     | 0     | 0      |
| Укупно            | 8     | 8     | 3     | 19     |

| Год.       | Назив                                      | Улога                 |
| ---------- | ------------------------------------------ | --------------------- |
| 2000-е▲    |                                            |                       |
| 2004.      | М(ј)ешовити брак (серија)                  | Фотомодел             |
| 2005.      | Кошаркаши (серија)                         | Сара                  |
| 2005—2007. | Љубав, навика, паника (серија)             | Маца                  |
| 2006.      | Ми нисмо анђели 3: Рокенрол узвраћа ударац | Сара                  |
| 2006.      | Ствар срца                                 | Јована                |
| 2007.      | Позориште у кући (серија)                  | Тина                  |
| 2007.      | Принц од папира                            | Учитељица             |
| 2009.      | Грех њене мајке                            | Госпођа Јовановић     |
| 2009.      | Београдски фантом                          | Ђина                  |
| 2010-е▲    |                                            |                       |
| 2013.      | Мамарош                                    | Мара Илић             |
| 2014.      | Равна гора (серија)                        | Јованка Мишић         |
| 2015.      | За краља и отаџбину                        | Јованка Мишић         |
| 2018.      | О бубицама и херојима                      | Ћерка                 |
| 2018.      | Систем                                     | Сандра                |
| 2019.      | Шифра Деспот (серија)                      | Јасна Крга            |
| 2019.      | Синђелићи (серија)                         | Драгана               |
| 2019.      | Четири руже                                | Тијана                |
| 2020-е▲    |                                            |                       |
| 2021.      | Александар од Југославије                  | Валентина Жолгер      |
| 2021.      | Александар од Југославије (серија)         | Валентина Жолгер      |
| 2023—      | Закопане тајне (серија)                    | Ана Љубоја “Карењина” |
| 2024.      | Руски конзул                               | Вида Мурићи           |